# Rai Gulp
«Rai Gulp» (Ра́й Гу́лп) — телеканал для детей и подростков производства итальянской государственной телерадиовещательной корпорации «Rai».

## Целевая аудитория
При запуске канал был ориентирован на детей 4—10 лет и показывал в основном мультфильмы. В июле 2009 года целевая аудитория изменилась на мальчиков и девочек 7—12 лет, а во второй половине 2010 года возрастной интервал был расширен также и на детей 12—14 лет, а в программу добавлено больше игровых телесериалов.

## Руководство
Руководит каналом «Rai Gulp» (а также каналом для детей помладше «Rai YoYo») структура «Rai Ragazzi» во главе с её директором Массимо Лиофреди.

## Технические данные
«Логический номер» телеканала (присвоенный ему в Италии порядковый номер) — 42.
В Италии телеканал можно принимать в эфире в составе цифрового мультиплекса «RAI Mux 3». Доступен он бесплатно и со спутника («Hot Bird 13C», 13° в.д.).